# Scene it?
Scene it? är en serie frågesportsspel till Playstation 3, Wii och Xbox 360 ursprungligen utvecklade av Krome studios och Screenlife först som DVD-spel. Spelet använder specialtillverkade handkontroller med en stor svarsknapp och fyra färgade svarsalternativsknappar. De specialtillverkade handkontrollerna trådlösa. Konkurrenten är Sony som har Buzz! till Playstation 2 och 3.

## DVD-spel
DVD-spelen i serien har endast släppts i USA:
| - Deluxe Movie Edition - Deluxe Sequel - Junior Edition - Music Edition - TV Edition - Harry Potter 1st Edition (2005) - Harry Potter 2nd Edition (2007) - Disney Edition - Sports Edition - Squabble Edition - Warner Bros. 50th Anniversary Edition - James Bond Edition | - HBO Edition - Turner Classic Movies Edition - Nickelodeon Edition - Marvel Comics Edition - Friends Edition - Movie 2nd Edition - Disney 2nd Edition - Pirates of the Caribbean Edition - Doctor Who Edition - FIFA Edition - Disney Channel Edition - Seinfeld Edition | - Star Trek Edition - Disney 3rd Edition - Movie 3rd Edition - The Simpsons Edition - 80s Edition - Twilight Edition - Men In Black Men Edition - Dave Benson Phillips Edition - Blanche Off Coronation Street Edition - Camp Blood 2 Edition |

## Konsol-spel
- Scene It? Twillight, släpptes till Nintendo Wii och Nintendo DS våren 2010.
- Scene It? Bright Lights! Big Screen!, släpptes december 2009 till Xbox 360, Playstion 3 och Nintendo Wii.
- Scene it? Filmtoppen, (Originaltitel: Scene It? Box office smash!) släpptes till Xbox 360 2008.
- Scene It? Lights, Camera, Action, släpptes till Xbox 360 2008.

## Filmbolag de samarbetar med
- Twentieth Century Fox
- Fox Searchlight Pictures
- Dreamworks
- Dreamworks Animation
- MGM
- New Line Cinema
- Paramount Pictures
- Nickelodeon Movies
- Universal Studios
- Warner Bros.
- Columbia Pictures